# 비키니 킬
비키니 킬(Bikini Kill)은 1990년 10월 워싱턴주 올림피아에서 결성된 미국의 펑크 록 밴드이다. 이 그룹은 원래 가수 겸 작곡가 캐슬린 한나, 기타리스트 빌리 카렌, 베이시스트 케이티 윌콕스, 드러머 토비 베일로 구성되었다. 이 밴드는 여성주의적인 가사와 불꽃 튀는 퍼포먼스로 라이엇 그렐 운동을 개척했다. 그들의 음악은 특징적으로 연마되고 하드코어 인퓨싱으로 구성되어 있다. 두 개의 정규 앨범, 여러 EP 및 두 개의 컴필레이션 후 1997년에 해체했다. 이 밴드는 2019년과 2022년 투어를 위해 카렌 대신 기타를 에리카 던 라일로 재결합했다.